# Rosencrantz and Guildenstern Are Dead
Rosencrantz and Guildenstern Are Dead é uma peça de teatro britânica de 1966 escrita pelo dramaturgo e roteirista Tom Stoppard, inspirada na tragédia clássica Hamlet, de William Shakespeare. Centrada nas personagens menores da obra shakespeareana, a primeira apresentação ocorreu no Festival de Edimburgo em 24 de agosto de 1966 e foi adaptada no cinema pelo próprio autor em 1990 em Rosencrantz & Guildenstern Are Dead.
Venceu o Tony Award de melhor peça de teatro.